# Harpactea auriga
Harpactea auriga là một loài nhện trong họ Dysderidae.
Loài này thuộc chi Harpactea. Harpactea auriga được Eugène Simon miêu tả năm 1910.